# Vlag van Sivry-Rance
De vlag van Sivry-Rance is op onbekende datum bij raadsbesluit vastgesteld als de vlag van de Henegouwse gemeente Sivry-Rance. De vlag kan als volgt worden beschreven:
Wit, met op het midden het gemeentewapen.
De vlag is wit in de achtergrond en heeft het gemeentewapen in het midden afgebeeld.